# Castell de Llordà
El Castell de Llordà és situat al municipi d'Isona i Conca Dellà, a la comarca del Pallars Jussà i formava part de l'antic terme d'Isona. Està situat un quilòmetre al nord-est del poble de Llordà, i a la mateixa carena on es troba el poble, però més enlairat. Està situat en un lloc estratègic, com es pot comprovar des de gairebé qualsevol punt de la comarca: el castell de Llordà és sempre present en el paisatge. Tanmateix, els anys d'abandonament feren que tot l'espai del castell anés quedant amagat per un bosc d'alzines, a més de ser el seu conjunt un munt de ruïnes. Això en dificultava enormement la visita i, encara més, l'estudi. Els darrers vint anys han vist de primer la neteja de l'espai del castell, i després la seva excavació i reconstrucció, fins a arribar al moment actual, en què torna a ser visitable. És un edifici declarat bé cultural d'interès nacional.

## Història
Fou construït entre el segle ix i el xii i esdevingué la residència d'Arnau Mir de Tost, mà dreta del Comte d'Urgell, encarregat de la conquesta del Pallars Jussà, de la seva repoblació i del seu posterior domini. Se'n tenen notícies ja des del 973 (Castrum Lordano), i des del 949 com a lloc, però fins al 1033 no hi ha constància certa i fiable del castell.
La importància d'aquest castell al llarg dels segles és constant. Fou donat pels comtes d'Urgell Ermengol II i la seva muller Constança a Arnau Mir de Tost i la seva muller, Arsenda, a canvi de 2.000 sous. Arnau Mir de Tost fou l'encarregat de la conquesta i repoblament del Pallars Jussà als sarraïns, i hi establí el centre neuràlgic dels seus dominis. El feia servir com a residència, i per això una part del que s'ha conservat és el palau senyorial.
Arnau Mir de Tost el va fer aixecar com un castell capaç d'hostatjar una guarnició important, així com una població civil, en part depenent i lligada amb la militar, amb el seu bestiar. D'aquest fet prové que encara avui dia les restes del castell de Llordà siguin imponents i extenses. A causa de la seua funció i de les seues característiques, es diferencia dels castells del segle xi, i s'assembla més a les fortificacions fetes en dates posteriors.
El castell de Llordà passà, per testament, a la filla d'Arnau Mir de Tost, la comtessa Valença, muller de Ramon V de Pallars Jussà. En els anys successius, diversos conflictes jurisdiccionals (el més important, amb l'abat d'Àger) feren anar a parar el senyoriu de Llordà al bisbe d'Urgell. El 1093, el bisbe Guillem Arnau de Montferrer llegà en testament el castell al seu germà Pere Arnau. El 1128 consta com a senyor de Llordà Bernat d'Alp, i el 1201 era empenyorat pel comte d'Urgell, Ermengol, al vescomte Guerau de Cabrera, però aviat tornà a mans de l'església, i el capítol de canonges de la Seu d'Urgell en mantingué la possessió fins a principis del segle xix.
Fou abandonat del tot a ran de les desamortitzacions del segle xix, i al llarg dels darrers dos-cents anys anà caient fins a convertir-se en un esquelet de castell, que, tanmateix, era visible i punt de referència des de bona part de la comarca. Havia estat declarat monument històric artístic el 1980, però fins al 1997 no se n'emprengué l'excavació prèvia a la restauració. El 2008 s'ha acabat la tercera fase de la intervenció en el castell de Llordà, i només queda la quarta, que afectarà l'església de Sant Sadurní.

## Descripció
És un dels millors exemples d'arquitectura residencial del segle XI conservats a Catalunya i presenta elements innovadors respecte a la tradicional arquitectura militar de frontera.

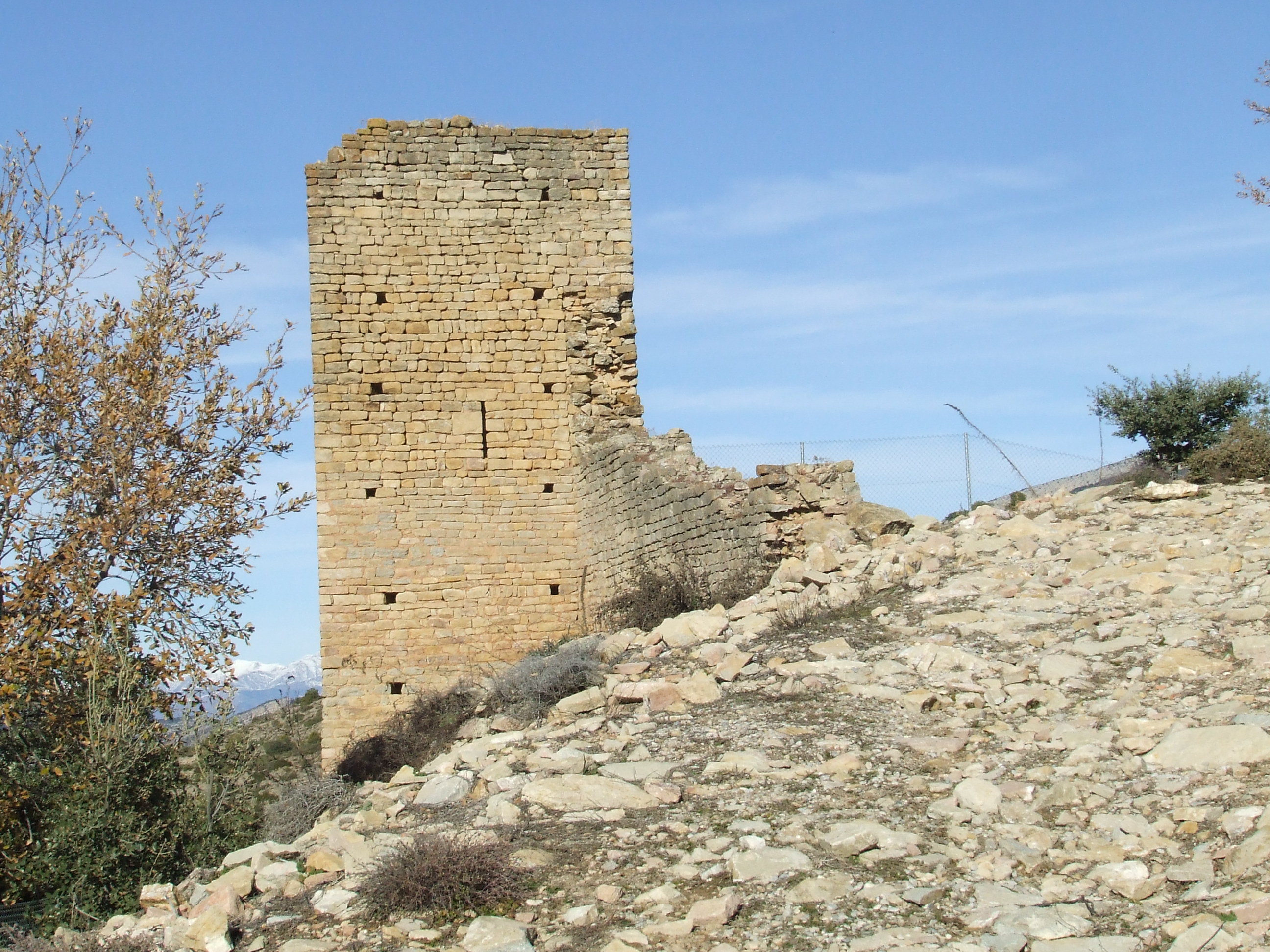
Torre del recinte superior

Constava de tres recintes successius, al capdamunt del qual hi havia el palau senyorial. El recinte extern no era complet, ja que a llevant i a ponent hi ha forts pendents, quasi cingles, que el fan inexpugnable per aquests dos costats. El costat nord no té defenses importants, ja que és una part del recinte segon i tercer. Sí, en canvi, el meridional, que enllaça, tot i que amb un pendent important, amb el poble de Llordà i, a través seu, amb la plana de la Conca Dellà. Aquest primer recinte inclou l'església de Sant Sadurní, les dependències de l'antiga col·legiata, i un ample espai que és on degué ser el primer poble de Llordà -a més de la guarnició militar del castell- abans que baixés 168 metres més avall, al seu emplaçament actual. L'església i una part de la col·legiata i del mur exterior és tot el que queda d'aquest recinte extern.

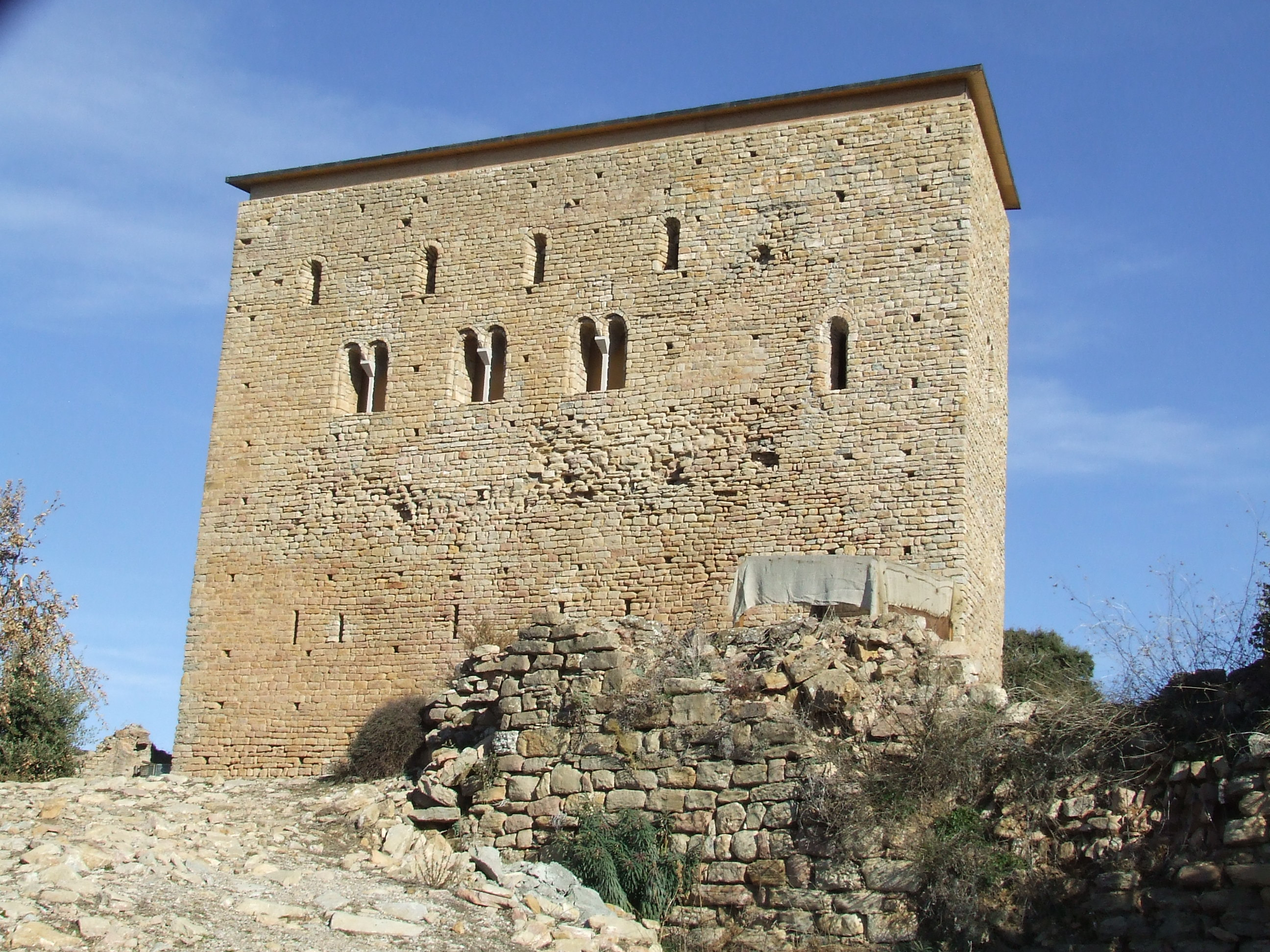
Antiga residència senyorial

Més amunt i al nord-est, hi ha el doble recint superior, que està tancat per murs que ressegueixen el cingle a llevant i ponent, i barren el pas per la carena al sud i al nord. Aquest recite té una forma triangular, que és la forma marcada pel mateix espai natural on es dreça. Només accessible pel costat de ponent, on devia haver-hi el portal d'accés des del recinte jussà. Es conserva bona part de la torre que separava els recintes primer i segon, situada al nord-oest del primer i al sud-oest del segon.
La part superior és ocupada per l'antiga residència senyorial, que ella mateixa marca una separació amb el recinte anterior, formant així el tercer clos, i deixant un estret pas al costat nord-oest per tal d'accedir-hi. És l'edifici més espectacular, juntament amb l'església, i el més ben conservat, malgrat que la destrucció també hi va arribar. Amb la reconstrucció recent, han quedat netejats els munts de runes que hi havia, refets els panys de parets i sostres caiguts i consolidades les parts que estaven dempeus, de manera que actualment forma un conjunt de gran bellesa i valor històric. Les visites organitzades, a més, permeten fer-hi un recorregut molt interessant i intel·ligible. Es fan entre els mesos de juliol i setembre.
Aquest recinte superior presenta un edifici de caràcter residencial, amb tres sales superposades, i algunes dependències més, entre les quals destaca la cuina. La planta baixa presenta tres naus paral·leles, cobertes amb volta de canó de bella factura, que devien contenir dependències auxiliars, com, per exemple, el celler. El superior acollia la sala gran del castell. Presenta tres finestres geminades (dues d'elles refetes seguint el model de la que havia quedat). Encara quedava al damunt seu un segon pis que acollia les cambres dels principals habitants del lloc, que s'obren a l'exterior (només al sud) a través d'unes finestres romàniques de doble esqueixada.
L'aparell és de darreries del segle xi, però presenta opus spicatum en la part interna d'alguns murs.